# Loano (Italië)
Loano is een gemeente in de Italiaanse provincie Savona (regio Ligurië) en telt 10.866 inwoners (1-1-2021). De oppervlakte bedraagt 13,5 km², de bevolkingsdichtheid is 812 inwoners per km².
De volgende frazioni maken deel uit van de gemeente: Verzi.

## Demografie
Loano telt ongeveer 5.726 huishoudens. Het aantal inwoners daalde in de periode 1991-2001 met 5,8% volgens cijfers uit de tienjaarlijkse volkstellingen van ISTAT.
| Jaar | Inwoneraantal |
| ---- | ------------- |
| 1991 | 11.216        |
| 2001 | 10.567        |

## Geografie
De gemeente ligt op ongeveer 5 m boven zeeniveau.
Loano grenst aan de volgende gemeenten: Bardineto, Boissano, Borghetto Santo Spirito, Pietra Ligure.